# Gabriel Monteiro
Gabriel Monteiro este un oraș în São Paulo (SP), Brazilia.